# Afroclanis
Afroclanis é um gênero de mariposa pertencente à família Bombycidae.